# Ionizzazione elettrospray con sonda di campionamento
In spettrometria di massa la ionizzazione elettrospray con sonda di campionamento è una tecnica di campionamento e ionizzazione. Questa tecnica produce poca frammentazione, è una tecnica di ionizzazione soft. Comunemente si indica con SPESI, dalla lingua inglese sampling probe electrospray ionization.

## Meccanismo
Un solvente viene inviato su una superficie e riassorbito da una sonda. Nella permanenza sulla superficie porta in soluzione il campione che viene poi ionizzato per elettrospray. Questa tecnica può essere applicata ad esempio sulle lastre TLC.